# Donata Vogtschmidt
Donata Vogtschmidt (ur. 24 lutego 1998 r. w Koblencji) – niemiecka polityczka związana z Die Linke, od 2024 r. posłanka do Bundestagu.

## Życiorys
Urodzona 24 lutego 1998 r. w Koblencji. Bezwyznaniowa, niezamężna, jedynaczka. Ukończyła w 2016 r. gimnazjum w Eisenach. W wieku 16 lat została szefową samorządu szkolnego, należała też do krajowej rady uczniów w Turyngii, a następnie w latach 2016-2020 uzyskała licencjat z nauk politycznych, a potem w 2022 r. tytuł magistra nauk politycznych na uniwersytecie w Erfurcie.
W 2019 r. wahała się między Zielonymi a Lewicą. Od 2021 do 2024 r. była członkinią parlamentu krajowego Turyngii w klubie Die Linke. Członkini Rosa-Luxemburg-Stiftung, Die Thüringengestalter - Kommunalpolitisches Forum Thüringen e.V., wiceprzewodnicząca Thüringer Landesfrauenrat e.V., członkini krajowego komitetu wykonawczego Die Linke w Turyngii, rzeczniczka państwowej grupy roboczej Linkes Frauennetzwerk. Od 2024 r. posłanka do Bundestagu, zasiada w parlamentarnej komisji obrony.